# الشرفة (أولاد موسى)
الشرفة هو دُوَّار يقع بجماعة العامرية، إقليم قلعة السراغنة، جهة مراكش آسفي في المملكة المغربية. ينتمي الدوّار لمشيخة أولاد موسى التي تضم 4 دواوير. يقدر عدد سكانه بـ 830 نسمة حسب الإحصاء الرسمي للسكان والسكنى لسنة 2004.

## روابط خارجية
- البوابة الوطنية للجماعات الترابية
- المندوبية السامية للتخطيط